# Attività politica di Clint Eastwood
Il regista e attore americano Clint Eastwood ha mostrato da tempo interesse per le tematiche politiche.
Egli ottenne la carica di sindaco, come indipendente, di Carmel-by-the-Sea, nella contea di Monterey, California, nell'aprile del 1986 e nel 2001. Nel 2001, il governatore Gray Davis lo nominò alla California State Park and Recreation Commission, con un mandato di quattro anni senza che per Eastwood fosse previsto uno stipendio legato alla carica. Eastwood appoggiò Mitt Romney durante le elezioni presidenziali del 2012 e tenne un discorso in prima serata durante la Convention nazionale repubblicana dello stesso anno, durante il quale si rivolse a una sedia vuota simboleggiante Barack Obama. Nel febbraio 2020, annunciò il suo sostegno al candidato Michael Bloomberg per le elezioni presidenziali del 2020.

## Pensiero politico
Durante la proiezione del suo film Gli spietati del 1992 al Festival di Cannes il 21 maggio 2017, ossia nell'ambito del 25º anniversario della pellicola, Eastwood denunciò il politicamente corretto all'interno della società. Ricordando l'uscita di Ispettore Callaghan: il caso Scorpio è tuo!, il regista commentò che molte persone, all'epoca, ritennero il film politicamente scorretto, sottolineando inoltre come l'epoca attuale abbia perso il senso dell'umorismo e come «We are killing ourselves»